# Uini Atonio
Uini Atonio (Timaru, 26 marzo 1990) è un rugbista a 15 neozelandese di origini samoane, internazionale per la Francia, che gioca nel ruolo di pilone con La Rochelle.

## Biografia
Figlio di genitori samoani, Atonio è nato e cresciuto in Nuova Zelanda.
Nel 2009 partecipò al mondiale giovanile con Samoa Under-20.
Nel 2010 Atonio debuttò in ITM Cup con Counties Manukau.
Notato dall'allenatore francese Patrice Collazo, nel 2011 gli fu offerto un contratto con La Rochelle per giocare nel Pro D2 francese. Completati i tre anni di residenza in Francia e ottenuta l'idoneità, l'8 novembre 2014 Atonio debuttò a livello internazionale con la nazionale francese contro le Figi a Marsiglia.
In seguito fu convocato per disputare la Coppa del Mondo di rugby 2015 dove collezionò una presenza giocando contro la Romania nella fase a gironi.

## Palmarès
- Champions Cup: 2
La Rochelle: 2021-22, 2022-23